# Lorenz von Lichtenberg (Bischof, † 1446)

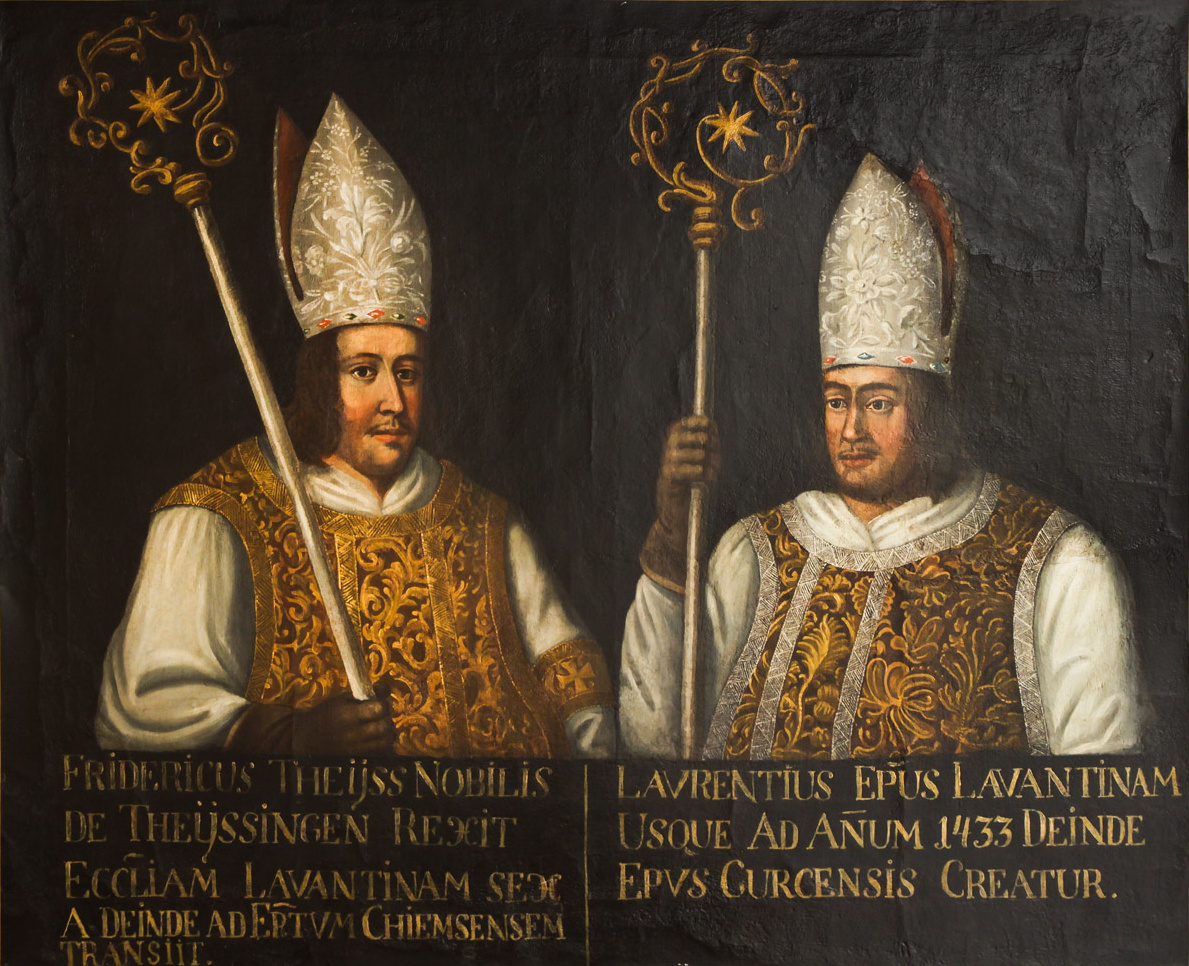
Friedrich Deys und Lorenz von Lichtenberg

Lorenz von Lichtenberg († 8. November 1446) war Bischof von Lavant, Gegenbischof von Gurk und Gegenpatriarch von Aquileja.

## Leben
Lorenz von Lichtenberg entstammte einer Krainer Adelsfamilie, die sich nach ihrer Burg Lichtenberg bei Litija (Littai) nannte. 1420 wurde er Domherr in Salzburg, 1424 ernannte ihn der Salzburger Erzbischof Eberhard von Neuhaus zum Bischof von Lavant. Im selben Jahr wurde er Kanzler von Herzog Friedrich IV. von Österreich-Tirol. Dieser ernannte Lorenz von Lichtenberg am 4. Mai 1432 nach dem Tod des Gurker Bischofs Ernst Auer von Herrenkirchen zu dessen Nachfolger und fand auch die Anerkennung durch das Domkapitel, der Salzburger Erzbischof Johann von Reisberg verlieh Gurk jedoch an Hermann von Gnas. In einem Vergleich kamen am 25. Oktober 1433 Herzog und Erzbischof überein, dass Lichtenberg Gurk und Gnas das Bistum Lavant erhalten sollte. Papst Eugen IV. ernannte jedoch am 28. Januar 1433 Johannes Schallermann zum Bischof von Gurk und dieser wurde am Basler Konzil auch bestätigt. Am 6. Juni 1436 verzichtete Lichtenberg in einem Übereinkommen mit Schallermann in Wiener Neustadt auf das Bistum Gurk und erhielt dafür von Schallermann eine Rente.
Nach dem Tod von Hermann von Gnas wurde Lichtenberg als Administrator im Bistum Lavant eingesetzt. Der Gegenpapst Felix V. ernannte ihn am 2. Januar 1444 zum Patriarchen von Aquileja, doch konnte sich Lichtenberg nicht gegen Ludwig Scarampi-Mezzarota, den amtierenden Patriarchen und Anhänger von Papst Eugen IV., durchsetzen. Am 15. Juni 1445 wurde Lorenz von Lichtenberg durch Papst Eugen IV. exkommuniziert.
Er starb am 8. November 1446 und wurde beim Hochaltar der Pfarrkirche (zuvor Kathedrale) von St. Andrä im Lavanttal beigesetzt.